# Hypogastrura consanguinea
Hypogastrura consanguinea är en urinsektsart som först beskrevs av James P. Folsom 1924.  Hypogastrura consanguinea ingår i släktet Hypogastrura och familjen Hypogastruridae. Inga underarter finns listade i Catalogue of Life.